# HOLIDAYS IN THE SUN E.P.
『HOLIDAYS IN THE SUN E.P.』（ホリデー・イン・ザ・サン イーピー）は、Cornelis（小山田圭吾）が1993年9月10日にリリースした初のミニ・アルバム。トラットリア・メニュー22。初回生産盤は銀貼りステッカージャケット封入。

## 内容
デビュー・シングル「THE SUN IS MY ENEMY」から僅か10日後の発売となった。
3曲目にASA-CHANGがパーカッション、3,4,5曲目にSALON MUSIC・吉田仁がミキサーで参加。アートワークは信藤三雄。

## 収録曲
1. RAISE YOUR HAND TOGETHER レイズ・ユア・ハンド・トゥゲザー（Cornelius Mix）（5分50秒）
2. RAISE YOUR HAND TOGETHER レイズ・ユア・ハンド・トゥゲザー（320 light years Mix）（6分46秒）
3. DIAMOND BOSSA ダイアモンド・ボッサ （featuring Cornelius Swingle Singers）（3分21秒）
4. THE SUN IS MY ENEMY 太陽は僕の敵 （Long Edit）（5分50秒）
5. THE SUN IS MY ENEMY 太陽は僕の敵 （Sunset Boo-goo-loo Mix）（5分30秒）

## 収録アルバム
1. THE FIRST QUESTION AWARD（#7）、RAISE YOUR HAND TOGETHER（A面#2）にも収録。
2. RAISE YOUR HAND TOGETHER（A面#1）
3. RAISE YOUR HAND TOGETHER（A面#3）、THE FIRST QUESTION AWARD リマスター盤（#13）に収録。また別ヴァージョンがTHE SUN IS MY ENEMYに収録。
4. THE FIRST QUESTION AWARD（#1）
5. 未収録。